# Miek
Miek es un personaje de ficción que aparece en los cómics estadounidenses publicados por Marvel Comics.
Miek aparece en las películas de Marvel Cinematic Universe (MCU) Thor: Ragnarok (2017), Avengers: Endgame (2019) y Thor: Love and Thunder (2022). Originalmente representado como un personaje CGI silencioso, es interpretado por Carly Rees y su voz por Stephen Murdoch en la última película.

## Historia de la publicación
Miek fue visto por primera vez en The Incredible Hulk vol. 2 # 92 durante la historia de Planet Hulk y fue creado por Greg Pak y Carlo Pagulayan.

## Biografía
Miek era un miembro de la raza nativa de insectoides del planeta Sakaar. Cuando era joven, su padre y la mayor parte de su colmena fueron atacados y asesinados por los imperiales locales, obligando a Miek a huir a la clandestinidad. Fue rescatado accidentalmente, como esclavo proscrito, durante la batalla de Hulk con el Rey Rojo. Poco después, el Warbound escapó con Miek secretamente llevándolos al lugar donde su padre fue asesinado. El Warbound entonces lo ayudó a asegurar su venganza. Miek y Brood, que han formado una conexión debido a su naturaleza del insecto, liberaron los hermanos de Miek y agregaron el Warbound a su colmena. En poco tiempo sufrió una metamorfosis y evolucionó hasta convertirse en una gigantesca versión blindada "Rey" de su raza.
Miek localizó una de las últimas reinas de su carrera, en una granja de huevos en la que el Warbound se esconde. Desafortunadamente para Miek, y su especie, la Reina fue consumida por una infección de Spike y tuvo que ser asesinada. Miek dirigió el Warbound en lugar de Hulk, mientras que Hulk, Hiroim y Caiera intentaron obtener la lealtad de Caiera y la gente de Hiroim.
Después de la muerte de Caiera Oldstrong, Miek y el resto del Warbound acompañaron a Hulk a la Tierra, donde se comprometieron a ayudarlo en una búsqueda de venganza contra los responsables del exilio forzado de Hulk.
En la Tierra, Miek fue uno de los más vocales en alentar la destrucción del planeta en venganza por lo que se hizo. Al final, se reveló que Miek sabía desde el principio que los Illuminati no eran responsables. Los leales del Rey Rojo habían plantado un núcleo de urdimbre dañado en la nave de Hulk esperando que matara a Hulk. Miek no le dijo a Hulk que esperaba que alentara a seguir destruyendo. Enfurecido, Hulk y Sin Nombre casi mataron a Miek. Después de la derrota de Hulk, Miek fue capturado por S.H.I.E.L.D. en Wonderland y transmitió información sobre el Warbound para ayudar a recuperarlos.
Después de la historia de la Invasión Secreta, Miek presumiblemente todavía estaba encarcelado en la Zona Negativa supervisada por los reclusos liberados del País de las Maravillas.

### Guerra del Caos
Miek se recuperó completamente mientras permanecía encerrado en la Prisión 42 y se quedó allí hasta que Amatsu-Mikaboshi se convirtió en el Rey del Caos y atacó toda la realidad. Como orden dio lejos al caos, Miek encontró su libertad junto con muchos otros presos. Prometió su servicio al Rey del Caos, quien trató de destruir todo lo que Miek deseaba que hiciera Hulk.
Miek, con un ejército de otros ex prisioneros, atacó a Amadeus Cho y Galactus mientras intentaban completar una puerta de entrada a un universo de bolsillo para salvar la creación. Cho lo reconoció del ataque a Nueva York pero no pudo razonar con él. Miek no estaba dispuesto a confiar en nada de lo que decía Cho y trató de impedir que Cho completara la puerta de entrada. A pesar de Miek inicialmente tuvo la ventaja y casi mató a Cho, un terremoto causado por la lucha entre el rey del caos y Hércules le hizo perder su presa. Amadeus rápidamente lo golpeó con la Maza Dorada, haciendo que Miek volara.

### Planeta salvaje
Miek descubrió como resultado de su exposición a las energías del Rey del Caos, había adquirido unas cualidades hermafroditas suaves. Esto le permitió poner embrague de huevos, pero las crías no podían sobrevivir mucho tiempo después del parto. Miek encontró su camino a la Tierra Salvaje, y en el proceso de afirmarse allí, mató a cuarenta y tres refugiados Sakaarians que residían allí. Él también había crecido considerablemente más grande y más poderoso a través de este tiempo. Ka-Zar se puso en contacto con Hulk con respecto a las muertes de los Sakaarians, y Hulk montó su Warbound y se dirigió allí directamente, a pesar de las lesiones graves que había sufrido de su batalla con Zeus. Durante la primera noche de Warbound allí, el anciano Sakaariano había drogado al grupo, permitiendo que Miek y su horda de insectos secuestraran a Hulk. El anciano había hecho un acuerdo con Miek para que su pueblo se salvara si ayudaba a Miek a obtener a Hulk como un sacrificio.
Miek había intentado suplantar a sus crías en los cuerpos de Sakaarianos, para mantenerlos alimentados y seguros, pero eso no había funcionado. Cuando lo intentó con el cuerpo inconsciente de Hulk, las crías prosperaron. Utilizando sustancias químicas de insectos extremadamente fuertes, Miek mantuvo a Hulk drogado y bajo control de la mente mientras sus crías gestaban en el pecho de Hulk. Incluso envió a Hulk controlado por la mente contra su propio Warbound en un intento de impedir que rescataran a su cautivo. Cuando la rabia de Hulk quemó el control de la mente, Miek trató de convencer al Warbound para que lo ayudara a mantener vivas sus crías.
Hulk entonces arrancó a los infantes de su pecho e intentó pisotearlos, antes de que él comenzara a matar a Miek. Skaar entonces abordó a Hulk, aplastando su cabeza en el suelo, y llamándolo un "monstruo estúpido". Skaar prometió a los insectos infantiles que nadie les haría daño y que él los cuidaría, ya que podía simpatizar con su situación. Miek trató de drogar a Skaar, para hacerle matar a su padre, sólo para tener otro de sus brazos cortados por Hulk, que entonces golpeó Miek a través de un volcán ya través de la tierra salvaje en una montaña de hielo. Hulk persiguió y trató de salvar a Miek, pero Miek no lo dejó, y supuestamente murió.

## Poderes y habilidades
Como nativo de Sakaaran, Miek nació de un huevo en una etapa de larva similar a una larva y finalmente entró en una etapa de pupa similar a un capullo después de varios meses. Seis meses después, emergió de su capullo como un nativo adulto, con antenas completamente formadas, seis extremidades y glándulas posfaríngeas utilizadas para comunicarse con otros miembros de su colmena familiar. Más tarde en la vida, Miek entró en una segunda etapa de pupa y emergió como un rey nativo, con un caparazón quitinoso similar a una armadura, mandíbulas más largas, falanges con garras y una mayor masa corporal en general.
Como gladiador en Sakaar, desarrolló habilidades de lucha de seis extremidades, a menudo empuñando cuatro armas a la vez para mantener a sus oponentes fuera de balance.

## Otras versiones

### Marvel Zombies Return
En la 4.ª edición, cuando Hulk y el Warbound aterrizan en la luna, son conocidos por versiones zombis de Giant Man y los Immortales. Allí Miek junto con No-Name pronto son asesinados y comidos por Giant-Man.

### What If
- En la cuestión girado alrededor de Planet Hulk llamado ¿Qué pasa si Caiera había sobrevivido a la destrucción de Sakaar en lugar de Hulk?, Miek ha muerto en la destrucción de Sakaar cuando él funciona en una grieta volcánica formada mientras que Sakaar se rompe, creyendo que Hulk viene hacia ellos, y se quema a la muerte. Su muerte impide que cualquier persona descubra la verdad de la destrucción de Sakaar y conduce a la conquista de la tierra de Caiera.
- Miek también fue presentado en un What If? en tema girando alrededor de " Guerra Mundial de Hulk". En la primera historia, es asesinado junto al Warbound y los héroes que están presentes cuando Iron Man no duda en usar el láser en Hulk. En la segunda historia, la traición de Miek se conoce después de que Thor había razonado con éxito con Hulk.

## En otros medios

### Televisión
- Miek apareció en la segunda temporada de The Super Hero Squad Show, episodio "Planeta Hulk", expresado por Dave Wittenberg.[12]
- Aparece en la primera temporada de Hulk and the Agents of S.M.A.S.H., episodio 26, "El Planeta de El Líder", expresado por Benjamin Diskin.[13] Está entre los habitantes de Sakaar que son controlados por el Líder, donde él está entre los esclavos en las minas de Sakaar. Miek fue quien le dijo a A-Bomb y Red Hulk acerca de una revolución que comenzará pronto.

### Película
- Miek aparece en la película de Planet Hulk expresado por Samuel Vincent.[14] Se muestra que es más cobarde pero bueno y amistoso y mira a Hulk como un amigo. Nunca los traiciona, se convierte en maligno o se transforma en el rey Miek, pero se vuelve más valiente a través de la película, incluso sin ayuda, matando a un traidor que estaba a punto de matar a sus amigos bajo las órdenes del Rey Rojo. Su pasado y razón para el exilio, sin embargo, nunca fue revelado.

### Universo cinematográfico de Marvel
- Una encarnación femenina de Miek aparece en los medios ambientados en el Universo cinematográfico de Marvel (UCM). Esta versión es inicialmente una criatura con forma de larva y amiga de Korg que usa un exoesqueleto robótico equipado con cuchillas.
  - Miek aparece en Thor: Ragnarok (2017).[15] Mientras el Gran Maestro los obliga a luchar en un combate de gladiadores en el planeta Sakaar, Miek y Korg conocen y se hacen amigos de Thor después de su llegada. Cuando Thor organiza un escape, Valkyrie libera a Miek, Korg y al resto de los gladiadores para iniciar una rebelión. Después de secuestrar la nave espacial del Gran Maestro, el Estadista, los gladiadores ayudan a Thor a evacuar Asgard antes de unirse a él en un viaje para encontrar un nuevo hogar para los refugiados asgardianos. Después de ser pisado accidentalmente por Korg, creyendo que lo había matado a su amigo, y se llena de alegría cuando se da cuenta de que Miek todavía está vivo.
  - Miek regresa en Avengers: Endgame (2019), donde se revela que él y Korg han sobrevivido al ataque de Thanos en una nave salvavidas asgardiana y viven en la Tierra en el asentamiento de New Asgard en Noruega. Cinco años después de que Thanos destruyera la mitad del universo con el Guantelete del Infinito, Miek y Korg viven como compañeros de habitación de Thor en su choza cuando Hulk y Rocket Raccoon vienen a reclutar a Thor para recuperar las Gemas del Infinito. Los dos más tarde aparecen en la batalla en el antiguo recinto de los Vengadores contra una versión alternativa de la línea de tiempo de Thanos.
  - Variantes de la línea de tiempo alternativa de Miek aparecen en la serie animada de Disney+ What If...?.[12][16]
  - Miek hace una aparición menor en Thor: Love and Thunder (2022), interpretada por Carly Rees y con la voz de Stephen Murdoch.[17][18] Habiéndose metamorfoseado en una forma femenina, ahora viaja en un exoesqueleto robótico hecho para parecerse a una mujer bien vestida.

### Videojuegos
Miek aparece en Marvel Contest of Champions como un compañero de Korg.